# Circunscrições eclesiásticas católicas da Alemanha
|  |  | Arquidiocese de Bamberg                       |
|  |  | Diocese de Wurtzburgo                         |
|  |  | Diocese de Speyer                             |
|  |  | Diocese de Eichstätt                          |
|  |  | Arquidiocese de Berlim                        |
|  |  | Diocese de Dresden-Meißen                     |
|  |  | Diocese de Görlitz                            |
|  |  | Arquidiocese de Colônia                       |
|  |  | Diocese de Aquisgrano                         |
|  |  | Diocese de Essen                              |
|  |  | Diocese de Limburgo                           |
|  |  | Diocese de Münster                            |
|  |  | Diocese (previamente arcebispado) de Tréveris |
|  |  | Arquidiocese de Friburgo                      |
|  |  | Diocese (previamente Arcebispado) de Mogúncia |
|  |  | Diocese de Rotemburgo-Estugarda               |
|  |  | Arquidiocese de Hamburgo                      |
|  |  | Diocese de Hildesheim                         |
|  |  | Diocese de Osnabrück                          |
|  |  | Arquidiocese de Munique e Frisinga            |
|  |  | Diocese de Augsburgo                          |
|  |  | Diocese de Passau                             |
|  |  | Diocese de Ratisbona                          |
|  |  | Arquidiocese de Paderborn                     |
|  |  | Diocese de Erfurt                             |
|  |  | Diocese de Fulda                              |
|  |  | Diocese de Magdeburgo                         |

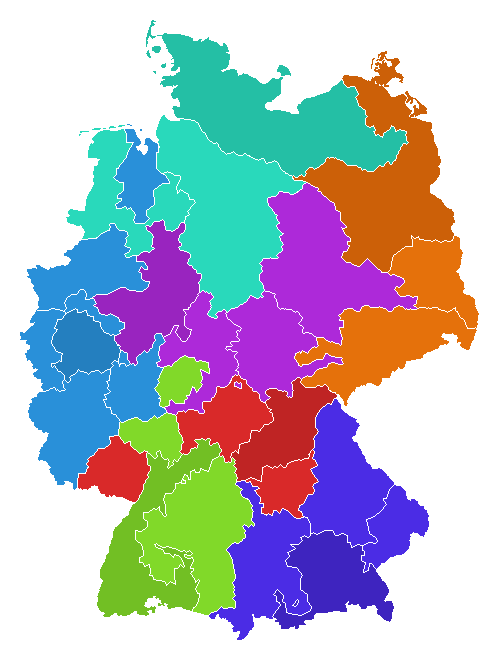
Mapa da Alemanha com a divisão territorial administrativa da Igreja Católica.

As circunscrições eclesiásticas da Igreja Católica na Alemanha compreendem sete províncias eclesiásticas. As províncias são subdivididas em sete arquidioceses e 20 dioceses. A seguir são listadas as circunscrições, divididas por província eclesiástica.

## Baden-Württemberg
- Arquidiocese de Friburgo
  - Diocese de Mogúncia
  - Diocese de Rotemburgo-Estugarda

## Baviera
- Arquidiocese de Bamberg
  - Diocese de Eichstätt
  - Diocese de Speyer
  - Diocese de Wurtzburgo

- Arquidiocese de Munique e Frisinga
  - Diocese de Augsburgo
  - Diocese de Passau
  - Diocese de Ratisbona

## Berlim
- Arquidiocese de Berlim
  - Diocese de Dresden-Meißen
  - Diocese de Görlitz

## Hamburgo
- Arquidiocese de Hamburgo
  - Diocese de Hildesheim
  - Diocese de Osnabrück

## Renânia do Norte-Vestfália
- Arquidiocese de Colônia
  - Diocese de Aquisgrano
  - Diocese de Essen
  - Diocese de Limburgo
  - Diocese de Münster
  - Diocese de Tréveris

- Arquidiocese de Paderborn
  - Diocese de Erfurt
  - Diocese de Fulda
  - Diocese de Magdeburgo

## Jurisdiçõessui iuris
- Ordinariato Militar da Alemanha
- Exarcado Apostólico na Alemanha e Escandinávia para os Ucranianos